# Suddivisioni dell'Artsakh
La repubblica dell'Artsakh era suddivisa principalmente in sette regioni più la capitale Step'anakert, città a statuto speciale, le quali costituivano la suddivisione amministrativa di primo livello.

## Regioni
| Regione              | Popolazione (ab., 2010) | Superficie (km²) | Densità (ab./km²) | Capoluogo    |
| -------------------- | ----------------------- | ---------------- | ----------------- | ------------ |
| Step'anakert         | 52 300                  | 25,7             | 2 035,02          | -            |
| Regione di Askeran   | 17 700                  | 1 196,3          | 14,8              | Askeran      |
| Regione di Hadrowt'  | 12 400                  | 1 876,8          | 6,61              | Hadrowt'     |
| Regione di K'ašat'aġ | 7 800                   | 3 376,6          | 2,31              | Berjor       |
| Regione di Martakert | 19 600                  | 1 795,1          | 10,92             | Martakert    |
| Regione di Martowni  | 23 500                  | 951,1            | 24,71             | Martowni     |
| Regione di Šahowmyan | 3 000                   | 1 829,8          | 1,64              | K'arvač̣aṙ    |
| Regione di Šowši     | 5 100                   | 381,3            | 13,38             | Šowši        |
| Totale               | 141 400                 | 11 432,7         | 12,37             | Step'anakert |

## Comunità
Il secondo livello di suddivisione della repubblica del Nagorno Karabakh era costituito dalle comunità, che potevano essere o urbane o rurali. Contando anche la capitale, vi erano 10 comunità urbane e 253 comunità rurali.

### Comunità urbane
- Askeran
- Berjor
- Hadrowt'
- K'arvač̣aṙ
- Kovsakan
- Martakert
- Martowni
- Miǰnavan
- Šowši
- Step'anakert